# Lliga dels Expulsats
La Lliga dels Expulsats o Bloc Pangermànic-Lliga dels Expulsats i Privats de Drets (Gesamtdeutscher Block-Bund der Heitmatvertriebener und Entrechtener, GB-BHE) fou un partit polític alemany fundat el 1950 com a Lliga dels Expulsats i que el 1952 canvià el nom per GB-BHE. Inicialment funcionà com a partit polític dels alemanys ètnics expulsats dels territoris alemanys cedits a altres estats el 1945 (Prússia Oriental, per exemple) i que s'hagueren d'establir a la República Federal d'Alemanya en els anys cinquanta. A les eleccions federals alemanyes de 1953 va assolir representació al Bundestag i formà part de la coalició de govern de Konrad Adenauer. També va tenir representació al landtag de Baviera i d'altres estats. El 1961 es va unir a les restes del Partit Alemany (DP) per a fundar el Partit panalemany (Gesamtdeutscher Partei, GDP), i continuà com a associació.

## Resultats electorals

### Eleccions federals
| Any  | Vots directes | Vots per llista | %   | Escons   | +/– |
| ---- | ------------- | --------------- | --- | -------- | --- |
| 1953 | 1.613.215     | 1.616.953       | 5.9 | 27 / 509 |     |
| 1957 | 1.324.636     | 1.374.066       | 4.6 | 0 / 519  | 27  |

### Eleccions als Landtags
- Baden Württemberg: 1952 - 6,3%, 1956 - 6,3%, 1960 - 6,6%.
- Baviera: 1950 (12,3% - 1954 - 10,2%, 1958 - 8,6%.
- Berlín: 1950 - 2,2%, 1954 - 2,6%.
- Bremen: 1951 - 5,6%, 1955 - 2,9%, 1959 - 1,9%.
- Hessen: 1950 (junt amb el FDP) - 31,8%, 1954 - 7,7%, 1958 - 7,4%.
- Baixa Saxònia: 1951 - 14,9%, 1955 - 11,0 &, 1959 - 8,3%.
- Renània-Westfàlia: 1954 - 4,6%.
- Schleswig-Holstein: 1950 - 23,4%, 1954 - 14,0%, 1958 - 6,9%.